# Erni
Erni ist ein weiblicher Vorname.

## Herkunft und Bedeutung
Erni ist eine Kurzform von Ernestine oder Ernesta, die weibliche Entsprechungen zum männlichen Vornamen Ernst sind.

## Namensträgerinnen
- Erni Deutsch-Einöder (1917–1997), deutsche Dichterin
- Erni Finselberger (1902–1993), deutsche Politikerin (GB/BHE)
- Erni Kniepert (1911–1990), österreichische Kostümbildnerin
- Erni Mangold (eigentlich Erna Goldmann; * 1927), österreichische Schauspielerin und Regisseurin
- Erni Singerl (eigentlich Ernestine Kremmel; 1921–2005), bayerische Volksschauspielerin

## Varianten
Ernestine, Ernesta, Erna, Erina, Eria, Era, Eriana, 